# Districte de Kilwa
El districte de Kilwa és un dels sis districtes de la regió de Lindi de Tanzània. Limita al nord amb la regió de Pwani, a l'est amb l'oceà Índic, al sud amb el districte de Lindi Rural i a l'oest amb el districte de Liwale. Inclou l'illa de Kilwa Kisiwani. La població del districte (cens del 2002) és de 171.850 habitants.
Entre 2003 i 2007 es va trobar un dipòsit de gas a les illes Songo Songo i s'han fet prospeccions per trobar petroli en aquestes illes i fins a la de Nyuni, que encara segueixen (2009). Al llarg del gasoducte han sorgit algunes indústries.

## Seccions
El districte de Kilwa està dividit administrativament en 20 wards o seccions:
- Chumo
- Kandawale
- Kijumbi
- Kikole
- Kipatimu
- Kiranjeranje
- Kivinje Singino
- Lihimalyao
- Likawage
- Mandawa
- Masoko
- Miguruwe
- Mingumbi
- Miteja
- Nanjirinji
- Njinjo
- Pande
- Songosongo
- Tingi